# National Rugby League féminin
Pour les articles homonymes, voir NRL.
 (juillet 2025).
La National Rugby League féminin (souvent désignée par le sigle NRL Women) est l'une des deux compétitions inter-clubs de rugby à XIII les plus prestigieuses du monde avec la Super League féminin. Elle se déroule en Australie et en Nouvelle-Zélande. Née en 2018 en s'inspirant de la réussite de la National Rugby League masculine, elle fonctionne sur un système de franchises dans un championnat fermé, c'est-à-dire qu'il n'y pas de relégation. Elle est composée de quatre franchises toutes australiennes à l'exception d'une qui est néo-zélandaise, les New Zealand Warriors.

## Historique
En 2016, les Sharks de Cronulla-Sutherland et les Dragons de St. George Illawarra disputé une rencontre de rugby à IX, suivis d'autres rencontres de rugby à XIII féminin en 2017.
À la suite de la Coupe du monde de rugby à XIII féminin qui prend place en Australie avec une victoire de l'Australie 23-16 contre la Nouvelle-Zélande, la National Rugby League annonce la tenue d'une première saison de NRL féminin pour août 2018 avec des rencontres disputées en lever de rideau des rencontres masculines. La finale opposera les deux meilleures équipes de la saison régulière et se déroulera le même jour que la finale masculine. Il est également annoncé la création d'un State of Origin féminin.
Plusieurs franchises de NRL manifestent leur intérêt à la création d'une section féminine à l'instar de Newcastle, St. George Illawara, Brisbane, New Zealand, Roosters, South Sydney ou Cronulla-Sutherland, tandis que d'autres franchises décident de différer la création d'une section féminine pour raisons financières et contraintes de temps.
Le 27 mars 2018, la NRL annonce que les candidatures de Brisbane, New Zealand, St. George Illawarra et des Sydney Roosters sont retenues pour prendre part à la première saison qui débute en septembre 2018.

## Clubs
La NRL féminin s'organise sur un championnat simple sans système de relégation, promotion ou conférence. Elle comprend quatre franchises réparties sur deux États d'Australie et une région néo-zélandaise.

### Clubs actuels
| Club                        | État                   | Australie        | Intégration à la NRL | Entraîneur    |
| --------------------------- | ---------------------- | ---------------- | -------------------- | ------------- |
| Brisbane Broncos            | Queensland             | Australie        | 2018                 | Paul Dyer     |
| New Zealand Warriors        | Région d'Auckland      | Nouvelle-Zélande | 2018                 | Luisa Avaiki  |
| St George Illawarra Dragons | Nouvelle-Galles du Sud | Australie        | 2018                 | Daniel Lacey  |
| Sydney Roosters             | Nouvelle-Galles du Sud | Australie        | 2018                 | Adam Hartigan |

### Palmarès
| Années | Champions        | score | Finalistes      | Affluence | Premiers de la saison régulière |
| 2018   | Brisbane Broncos | 21-6  | Sydney Roosters | 16 124    | Brisbane Broncos                |
| 2019   |                  | -     |                 |           |                                 |

### Palmarès par équipe
- Brisbane Broncos 1

## Trophées décernés aux joueurs ou aux équipes
{{..}}

### Trophées d'équipe
{{..}}

### Trophées de joueurs et entraîneurs
{{..}}

## Impact de la NRL

### Popularité
En 2024, des articles de la  presse anglophone  indiquent qu'un match de cette NRL, le State of Origin, a été plus suivi qu'un match de l'équipe d'Australie de rugby à XV. 